# Vasikkasaari (ö i Finland, Mellersta Finland, Jyväskylä, lat 62,30, long 25,97)
Vasikkasaari är en ö i Finland. Den ligger i sjön Leppävesi och i kommunen Laukas i den ekonomiska regionen  Jyväskylä ekonomiska region  och landskapet Mellersta Finland, i den centrala delen av landet, 240 km norr om huvudstaden Helsingfors. Öns area är 0,9 hektar och dess största längd är 210 meter i sydväst-nordöstlig riktning.